# Karel Komárek
Karel Komárek (Hodonín, 15 marzo 1969) è un imprenditore ceco, fondatore del gruppo KKCG.
Komárek è uno dei più ricchi cittadini della Repubblica Ceca.

## Primi anni
Komárek è nato a Hodonín, Repubblica Ceca, il 15 marzo 1969. Dopo la laurea in ingegneria, ha lavorato per un breve periodo presso Sigma Hodonín.

## Carriera
Nel 1992 ha avviato un’attività in proprio fondando la società di commercio all’ingrosso di valvole M.O.S. Hodonín, con un capitale iniziale di 300.000 corone ceche, prestategli dal padre. Nel 1995 Komárek ha fondato la società di investimenti KKCG, operante a livello internazionale. Nel 1996, la società M.O.S. Hodonín ha cambiato nome in MOS Hodonín Morovia Systems, trasformandosi in azienda fornitrice dell’industria estrattiva e segnando l’ingresso di Komárek nel settore energetico. In seguito è nata l’azienda di produzione di energia Moravské Naftové Doly (oggi MND Group), ora appartenente a KKCG, la società di investimenti di Komárek.
Komárek è presidente del consiglio di amministrazione della Karel Komárek Family Foundation insieme alla moglie Štěpánka.

## KKCG
Le attività di KKCG includono lotterie e gioco d'azzardo, energia, tecnologia dell'informazione e investimenti. Le società del gruppo sono Allwyn, MND, Aricoma Group, KKCG Real Estate Group, il fondo di venture capital Springtide Ventures e altre ancora. Nel 2022, KKCG operava in 33 paesi.
Nel 2012 KKCG è divenuta l’unica proprietaria di Sazka, azienda che gestisce la principale lotteria ceca, poi utilizzata come base per la creazione di Sazka Group, il conglomerato europeo dei giochi e delle scommesse. Nel 2021 Sazka Entertainment, la società madre di Sazka Group, ha cambiato nome in Allwyn. Ad Allwyn fanno capo le società Camelot UK, Camelot US (che gestisce la lotteria di Stato dell’Illinois), Opap (Grecia e Cipro), Casag (Austria) e Sazka (Repubblica Ceca).
KKGC opera anche investimenti nelle tecnologie dell’informazione ed è attiva nel settore immobiliare. Inoltre, ha realizzato diversi progetti residenziali di fascia alta a Praga. A giugno 2021 ha ultimato la costruzione del Bořislavka Office and Shopping Center, nel distretto 6 della capitale ceca.
Nel 2023 KKCG ha aperto una fabbrica di metanolo in Virginia Occidentale tramite la US Methanol, azienda fondata dalla stessa KKCG nel 2016.

## Patrimonio
Nel 2018, Bloomberg stimava il patrimonio di Komárek in 3,3 miliardi di dollari USA. Secondo Forbes, nel 2019 Komárek si attestava al 715º posto nella classifica mondiale dei miliardari, con un patrimonio stimato di 3 miliardi di dollari; nel 2022, Forbes lo ha collocato al 502º posto in classifica con un patrimonio stimato di 5,3 miliardi di dollari. A febbraio 2023, Bloomberg stimava il suo patrimonio in 8,18 miliardi di dollari.

## Attività filantropiche
Komárek è fondatore della Karel Komárek Family Foundation, che sostiene il Dvořákova Prague International Music Festival, di cui è stato cofondatore nel 2008, e della Proměny Foundation. La Proměny Foundation si dedica principalmente allo sviluppo delle aree pubbliche della Repubblica Ceca, in particolare alla riqualificazione dei parchi e dei giardini delle scuole. La Fondazione ha contribuito, tra l’altro, a riqualificare il Parco Střed di Most.
Nel 2020, la Karel Komárek Family Foundation ha avviato un progetto per dotare le scuole ceche di strumenti musicali, acquistando 11 pianoforti per un valore complessivo di 200.000 euro dal produttore ceco Petrof per poi donarli agli istituti. Allo stesso tempo, Komárek ha promosso una pubblica raccolta di strumenti a favore di ulteriori 45 istituti scolastici. Il 2023 ha visto il lancio di una seconda campagna di raccolta fondi volta all’acquisto di 21 strumenti per un valore di 10,3 milioni di corone ceche, metà dei quali saranno raccolti dalla Fondazione KKFF. Nell’agosto 2021, la Fondazione ha donato 150 milioni di corone ceche per la ricostruzione della città di Hodonín, devastata da un tornado nel giugno del 2021.
Nel 2022, inoltre, la Karel Komárek Family Foundation ha sostenuto in Francia il progetto “Jardins de la Paix” (“Giardini della Pace”), che commemora i soldati caduti durante la prima guerra mondiale.
Komárek ha ricevuto la "Gold Medal in the Arts", riconoscimento del Kennedy Center per i suoi risultati nel campo delle arti. Nel 2019, Komárek e la moglie hanno inoltre sostenuto la costruzione del “Reach” presso il Kennedy Center.
Nel 2022, Komárek ha lanciato a Silverstone il progetto “More than Equal”, il cui obiettivo sarà individuare, formare e sostenere la prima campionessa mondiale di Formula 1. Cofondatore del progetto è David Coulthard. Da allora “More than Equal” è partner del Motorsport Network, con l’obiettivo di realizzare un'indagine globale sullo stato degli sport motoristici.

## Vita privata
Komárek è sposato con Štěpánka Komárková. Ha quattro figli e vive a Verbier, Svizzera. Komárek è noto per essere un ciclista, rematore e golfista appassionato.